# جيمس ماريون بيكر
جيمس ماريون بيكر (بالإنجليزية: James Marion Baker)‏ هو أمين مكتبة وسياسي أمريكي، ولد في 18 أغسطس 1861، وتوفي في 1940.